# Barney Mysteries
Barney Mysteries est une série de six romans pour la jeunesse écrite par Enid Blyton

## Parutions
La série est parue en France dans la collection Bibliothèque rose. Le titre Le Mystère du carillon a été réédité en 1980 dans la collection Idéal-Bibliothèque. 

## Personnages
La série évoque les aventures de Sylvain le vagabond (Barney en version originale, d'où le titre de la série), et de ses amis Éric, dit Toufou (Peter dit Snubby), un orphelin, et des deux cousins de Toufou : Roger (Roger) et Nelly (Diana). Les enfants sont accompagnés du chien de Toufou : Crac (Loony en VO), et de la guenon de Sylvain : Virginie (Miranda). 

## Liste des romans
En version originale, le titre des romans commence toujours par la lettre « R ». 

### Le Mystère du vieux manoir
- Titre original : The Rockingdown Mystery’'
- Année de parution : 1949

### Le Mystère des gants verts
- Titre original : The Rilloby Fair Mystery
- Année de parution : 1950

### Le Mystère du carillon
- Titre original : The Ring O'Bells Mystery
- Année de parution : 1951
- Année de parution en France : 1959
- Résumé :

### Le Mystère de la roche percée
- Titre original : The Rubadub Mystery
- Année de parution : 1952
- Année de parution en France : 1960
- Résumé :

### Le Mystère de monsieur personne
- Titre original : The Rat-a-Tat Mystery
- Année de parution : 1956
- Année de parution en France : 1961
- Résumé :

### Le Mystère des voleurs volés
- Titre original : The Ragamuffin Mystery
- Année de parution : 1959
- Année de parution en France : 1962
- Résumé :